# Estrées-la-Campagne
Estrées-la-Campagne ist eine französische Gemeinde mit 252 Einwohnern (Stand: 1. Januar 2022) im Département Calvados in der Region Normandie. Sie gehört zum Arrondissement Caen und zum Kanton Le Hom.

## Geografie
Estrées-la-Campagne liegt etwa 14,5 km nördlich von Falaise und 24 km südsüdöstlich von Caen. Umgeben wird die Gemeinde von Soignolles im Norden, Le Bû-sur-Rouvres im Nordosten, Maizières im Osten, Rouvres im Südosten, Ouilly-le-Tesson im Süden, Fontaine-le-Pin im Südwesten, Grainville-Langannerie im Westen sowie Bretteville-le-Rabet in nordwestlicher Richtung.

## Bevölkerungsentwicklung
| Jahr                             | 1793 | 1836 | 1876 | 1926 | 1946 | 1968 | 1990 | 2016 |
| Einwohner                        | 320  | 385  | 293  | 198  | 159  | 170  | 176  | 245  |
| Quelle: Cassini, EHESS und INSEE |      |      |      |      |      |      |      |      |

## Sehenswürdigkeiten
- Pfarrkirche Notre-Dame-Saint-Jean aus dem 15. Jahrhundert, Monument historique
- Überreste der Kirche Notre-Dame aus dem 13. Jahrhundert, 1944 teilweise schwer beschädigt bzw. zerstört; Glockenturm und Chor seit 1964 Monument historique
- Teilabschnitt eines altertümlichen Pfades, Kulturerbe

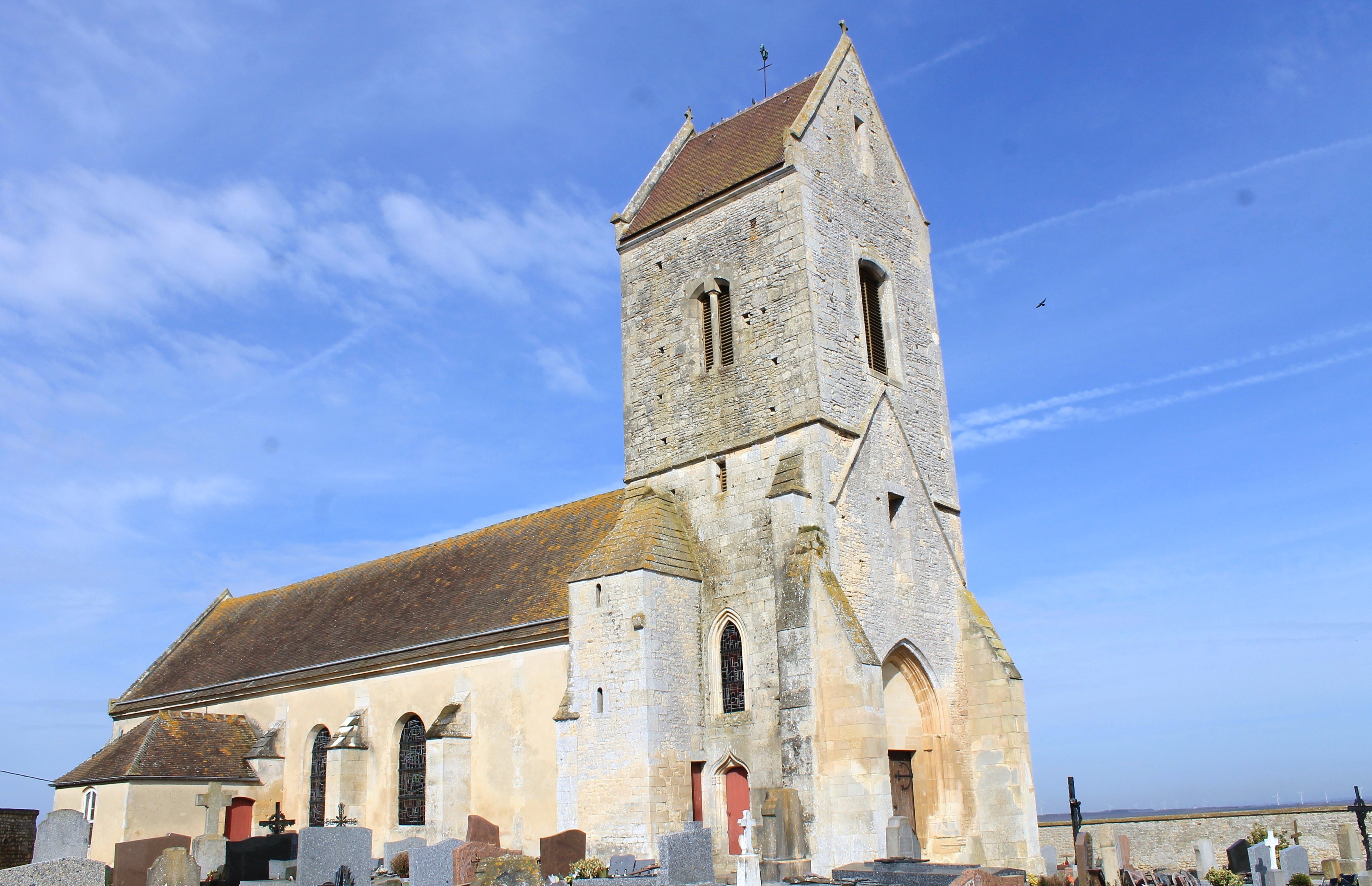
Kirche Notre-Dame-Saint-Jean